# Кајманска Острва на Летњим олимпијским играма 2008.
Кајманска острва на Летњим олимпијским играма учествовала су осми пут. На Олимпијским играма 2008., у Пекингу, у Кини учествовали су са четири учесника (три мушкараца и једном женом), који су се такмичили у два спорта.
Заставу Кајманских острваа на свечаном отварању Олимпијских игара 2008. носио је атлетичар Роналд Форбес.
Спортисти Кајманских острва поставили једам национални рекорд и једно најбоље време сезоне, али нису освојили ниједну медаљу, па су остали у групи земаља које нису освојили ниједну медаљу на Летњим олимпијским играма.

## Резултати по дисциплинама

### Атлетика

#### Жене
| Атлетичарка Лични рекорд      | Дисциплина | Група       | Група | Четвртфинале | Четвртфинале | Полуфинале  | Полуфинале | Финале   | Финале      | Детаљи |
| Атлетичарка Лични рекорд      | Дисциплина | Резултат    | Место | Резултат     | Место        | Резултат    | Место      | Резултат | Место       | Детаљи |
| ----------------------------- | ---------- | ----------- | ----- | ------------ | ------------ | ----------- | ---------- | -------- | ----------- | ------ |
| Cydonie Mothersille, 22,39 НР | 200 м      | 22,76 (ЛРС) | 3 КВ  | 22,83        | 4 кв         | 22,61 (ЛРС) | 4 КВ       | 22,68    | 8 / 46 (46) |        |

#### Мушкарци
| Атлетичар     | Дисциплина    | Група    | Група        | Четвртфинале | Четвртфинале | Полуфинале       | Полуфинале       | Финале           | Финале       | Детаљи |
| Атлетичар     | Дисциплина    | Резултат | Место        | Резултат     | Место        | Резултат         | Место            | Резултат         | Место        | Детаљи |
| ------------- | ------------- | -------- | ------------ | ------------ | ------------ | ---------------- | ---------------- | ---------------- | ------------ | ------ |
| Роналд Форбес | 110 м препоне | 13,59 НР | 5 у гр. 3 кв | 13,72        | 5 у гр. 4    | Није се пласирао | Није се пласирао | Није се пласирао | 26 / 38 (43) |        |

### Пливање

#### Мушкарци
| Пливач       | Дисциплина     | Група   | Група     | Полуфинале       | Полуфинале       | Финале           | Финале  | Детаљи |
| Пливач       | Дисциплина     | Време   | Пласман   | Време            | Пласман          | Време            | Пласман | Детаљи |
| ------------ | -------------- | ------- | --------- | ---------------- | ---------------- | ---------------- | ------- | ------ |
| Брет Фрејзер | 200 м леђно    | 2:01,17 | 1 у гр 1  | Није се пласирао | Није се пласирао | Није се пласирао | 29 / 40 |        |
| Шон Фрејзер  | 100 м слободно | 49,56   | 4 у гр. 5 | Није се пласирао | Није се пласирао | Није се пласирао | 36 / 64 |        |
| Шон Фрејзер  | 200 м слободно | 1:48,60 | 5 у гр. 5 | Није се пласирао | Није се пласирао | Није се пласирао | 26 / 57 |        |